# برنهاردشتال
برنهاردشتال (به آلمانی: Bernhardsthal) یک منطقهٔ مسکونی در اتریش است که در ناحیه میستلباخ واقع شده‌است. برنهاردشتال ۱٬۶۸۵ نفر جمعیت دارد.